# Mohammad Yamin
Mohammad Yamin né le 24 août 1903 à Sawahlunto et mort le 17 octobre 1962 à Jakarta, est un politicien poète et héros national Indonésien. Il a joué un rôle important dans la rédaction du projet de préambule constitution de l'Indonésie.

## Biographie
Yamin est né en août 1903 à Talawi, Sawahlunto sur l'île de Sumatra, Indonésie. Il a fait ses études dans des écoles néerlandaises pour indigènes, d'abord dans une école Hollandsch-Inlandsche, puis dans une école Algemene Middelbare à Yogyakarta. En 1932, il obtient un diplôme en droit à Jakarta.,
Au début des années 1930, Yamin était actif dans les cercles de journalistes, rejoignant le comité de rédaction du journal Panorama, aux côtés de Liem Koen Hian, Sanusi Pane et Amir Sjarifuddin,. Au milieu de 1936, avec ses collègues Liem, Pane et Sjarifuddin, Yamin a lancé un autre journal, Kebangoenan (1936–1941), qui comme pour Panorama- a été publié par Siang Po Printing de Phoa Liong Gie. Presse.